# تصميم الجسم

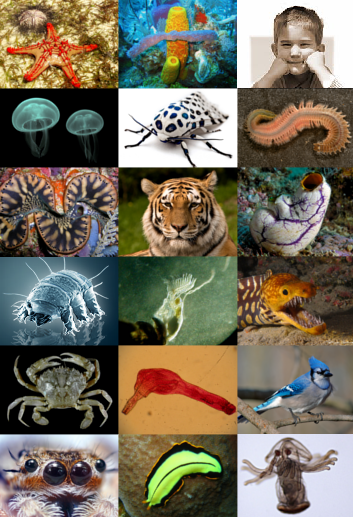
يمكن تصنيف المجموعات الحديثة من الحيوانات حسب ترتيب بُنى أجسامها، لذلك يقال إنها تمتلك مخططات جسم مختلفة.

تصميم الجسم أو مخطط الجسم أو تنظيم الجسم (بالإنجليزية: Body plan)‏ هو مجموعة من الميزات والسمات المورفولوجية والشكلية الشائعة بين أعضاء شعبة من الحيوانات، والبنية العامة التي يتخذها كل كائن أثناء نموه وترتيب العناصر المكونة له (الأعضاء، العضيات ومحاور تناظرها). الفقاريات لديها مخطط جسم واحد واللافقاريات لديها العديد من مخططات الجسم.
يُستخدم هذا المصطلح في العادة على الحيوانات، ويتصور «تصميما» يشمل جوانبا مثل التناظر، الطبقات، المقاطع، والأعصاب، وترتيب الأطراف. يسعى علم الأحياء النمائي التطوري إلى شرح أصول مخططات الجسم المتنوعة.
اعتُبر أن مخططات الجسم تطورت تاريخيا بسرعة خلال حيويات الإدياكاري أثناء الانفجار الكامبري، لكن تشير دراسات أخرى إلى أن مجموع مخططات الجسم الكامل للعديد من الشعب ظهر تدريجيا في وقت لاحق خلال حقبة الحياة القديمة وما بعدها. بدأت الدراسات الحديثة على الحيوانات والنباتات في التحقيق فيما إذا كانت القيود التطورية على بُنى مخطط الجسم يمكن أن تفسر وجود قيود نموٍ أثناء تكون الجنين مثل الظاهرة المشار إليها باسم مرحلة النمط الشعبي [الإنجليزية].